# Eurytoma stegmaieri
Eurytoma stegmaieri är en stekelart som beskrevs av Bugbee 1975. Eurytoma stegmaieri ingår i släktet Eurytoma och familjen kragglanssteklar. Inga underarter finns listade i Catalogue of Life.